# Valea Mare, Neamț
Valea Mare (în trecut, Tâmpești) este un sat în comuna Războieni din județul Neamț, Moldova, România.